# Waberlohe
Die Waberlohe (in altnordischen Texten vafrlogi genannt) ist in der Germanischen Mythologie ein nahezu undurchdringlicher, ringförmig geschlossener Feuerwall.
So wird in der Sage von Brünhild die Burg, in der die in einen Zauberschlaf versetzte Walküre liegt, von der Waberlohe umgeben, bis es schließlich Siegfried (Sigurd) schafft, diese zu durchdringen und so zu Brünhild zu gelangen.
In der eddischen Dichtung erscheint die Waberlohe, in der die weiblichen Heldengestalten eingeschlossen sind und die nur mithilfe besonders geeigneter Rosse durchdrungen werden kann, mehrmals.
Das Motiv findet sich im Skírnismál 8, als Skírnir auf dem Weg zu Gerðr die Waberlohe durchquert. In Skirnirs Fahrt heißt es (nach Simrock) in der achten Strophe::

„Gib mir dein rasches Ross, das mich sicher 
Durch die flackernde Flamme führt“

Weiterhin findet sich das Motiv im Fjölsvinnsmál 31, in dem Menglöð von einer Waberlohe umgeben ist, die der Held Svipdagr passieren muss.
Auch in der Völsunga saga erscheint das Motiv. Im 29. Kapitel gelingt es Sigurd die Waberlohe zu durchreiten, die Brynhilds Wohnsitz umgibt.
Jacob Grimm stellte schließlich eine Verbindung zwischen der von der Waberlohe eingeschlossenen Sagengestalt Brynhild und der Märchengestalt Dornröschen her.